# Casa materna (romanzo)
Casa materna è un romanzo di Marta Morazzoni, pubblicato nel 1991. Nell'anno successivo, il romanzo vinse il Premio Selezione Campiello e il Premio Letterario Basilicata.
Il libro è stato tradotto in spagnolo, inglese e svedese.

## Trama
Ogni anno, puntualmente, il signor Haakon D. si mette in viaggio il 15 giugno, per trascorrere un mese presso la madre. Il viaggio è sempre uguale: partenza da Amburgo in treno, traversata su un traghetto fino a Oslo, altro tragitto in treno sino a Bergen. Alla stazione, la madre, signora Agnes D., si fa trovare con un taxi appositamente prenotato per condurli alla casa avita, un'imponente villa di pietra nera su un alto colle, appena fuori città.
Nel suo quarantasettesimo anno di età, Haakon parte e arriva con precisione. Ha davanti a sé un mese che, solitamente, impiega con escursioni sui monti alle spalle della città e con nuotate sul magnifico lago, sul quale si affaccia la grande proprietà. Non c'è l'abitudine, tra madre e figlio, di fare molta conversazione, ma in questa visita, Haakon si accorge che qualcosa è cambiato. La madre si è decisa ad affittare la casetta del guardiano, vuota da tempo immemorabile; inoltre, si fa aiutare per l'amatissimo giardino, dalla giovane figlia del giardiniere e vivaista, la trentenne Felice. Proprio lei, Felice, è l'inquilina che prenderà alloggio nella casetta del guardiano.
Col passare dei giorni, Haakon si rende conto che il sodalizio tra le due donne è più articolato di quanto avessero lasciato sospettare i primi accenni. La signora Agnes è molto più a contatto con Felice che col figliolo, il quale comincia a sentirsi a disagio. Si chiede se la ragazza è destinata a divenire un appoggio per la madre, ma i suoi tentativi di indagare nelle questioni delle due donne sono frustrati, specialmente da Felice. Quanto alla madre, Haakon ha sempre pensato che anteponesse il suo giardino (in realtà un luogo molto vasto) a lui e soprattutto al defunto marito, il signor D., che una sera aveva persino osato orinare sul curatissimo prato.
I giorni scivolano via e Haakon scopre altre bizzarrie. La madre, in occasione del suo cinquantesimo anniversario di matrimonio, progetta di tornare alla chiesetta che la vide sposa e in cui il marito depose il bouquet della sposa sulla tomba del vescovo Haakon. Ma la gita avverrà in settembre, in compagnia di Felice. Anch'egli avrebbe voluto andarci con Felice; glielo ha chiesto e lei ha rifiutato. Eppure non è un sentimento di gelosia, ma solo di disturbo e incomprensione che muove Haakon, cambiandolo dall'interno. Verso la fine del suo soggiorno capisce che non vorrebbe andarsene e prolunga il sonno durante la mattinata, lui solitamente insonne, pur di non andare in città a fare il biglietto di ritorno.
Poi, a quattro giorni dalla partenza, Haakon cerca Felice in città e, pur non riuscendo ad avere un dialogo sciolto, le dice che non vorrebbe partire. La ragazza lo liquida affermando che nei giorni successivi lei ha altri impegni e non si farà vedere. Nemmeno dalla madre ricava più parole, anzi è tentato di partire all'improvviso senza avvertire. Così arriva il giorno stabilito e madre e figlio si mettono in taxi per andare alla stazione. Ma Haakon ha un suo piano: scende dal treno per Oslo e prende un autobus. Arriva alla chiesetta dove si sposarono i suoi genitori, una minuscola cappella di pietra nera. E sulla modesta tomba del vescovo suo omonimo, Haakon immagina che tornerà, che si sposerà, che lascerà cadere il bouquet sulla tomba. E che Felice sarà la sua sposa.

## Edizioni
- Casa materna, Milano, Longanesi, 1991.
- Casa materna, Parma, Guanda, 2018.
- Casa materna, trad. di Carlos Manzano, Barcellona, Tusquets, 1992.
- His mother's house, trad. di Emma Rose, Londra, Harvill, 1994.
- I moderns hus, trad. di Ingrid Börge, Stoccolma, Carlsson, 2006.